# Vistrea, Monastîrîska
Vistrea (în ucraineană Вістря) este o comună în raionul Monastîrîska, regiunea Ternopil, Ucraina, formată numai din satul de reședință.

## Demografie
Componența lingvistică a comunei Vistrea
     Ucraineană (99,81%)
     Alte limbi (0,19%)
Conform recensământului din 2001, majoritatea populației comunei Vistrea era vorbitoare de ucraineană (99,81%), existând în minoritate și vorbitori de alte limbi.